# Мороз, Владимир Владимирович
Владимир Владимирович Мороз (бел. Уладзімір Уладзіміравіч Мароз; род. 4 сентября 1985, Жодино, Минская область) — белорусский футболист, полузащитник.

## Клубная карьера
Начинал карьеру в жодинском «Торпедо», после играл в различных клубах. В 2007—2008 выступал на Украине за дубль запорожского «Металлурга».
В январе 2012 перешёл в могилёвский «Днепр». В качестве игрока основы помог клубу победить в Первой лиге 2012. В следующем году также нередко появлялся в стартовом составе, в основном на позиции левого защитника. Сезон 2014 почти полностью пропустил из-за травмы. В декабре 2014 покинул «Днепр» по истечении контракта и завершил карьеру.

## Достижения
- Чемпион Первой лиги Беларуси: 2012